# 스텔라 (1990년 영화)
《스텔라》(영어: Stella)는 미국에서 제작된 존 어먼 감독의 1990년 드라마 영화이다. 벳 미들러 등이 출연하였고, 새뮤얼 골드윈 주니어 등이 제작에 참여하였다.

## 출연진
- 벳 미들러
- 존 굿맨
- 트리니 알버라도
  - 애슐리 펠던
  - 앨리슨 포터
- 스티븐 콜린스
- 마샤 메이슨
- 아일린 브레넌
- 린다 하트
- 벤 스틸러
- 윌리엄 맥너마라

## 기타 제작진
- 공동 제작: 보니 브룩하이머마텔
- 협력 제작: 데이비드 코츠워스
- 배역: 하워드 퓨어
- 미술: 제임스 헐지
- 세트: 스티브 슈척
- 의상: 시어도라 밴렁클